# Monarchie suédoise
La monarchie suédoise est le régime politique en vigueur en Suède depuis un temps immémorial. À l'origine, il s'agissait d'une monarchie élective, qui favorisait une à deux dynasties prédominantes. Sous le règne de Gustave Ier Vasa au XVIe siècle, le trône devint légalement héréditaire.

## Histoire

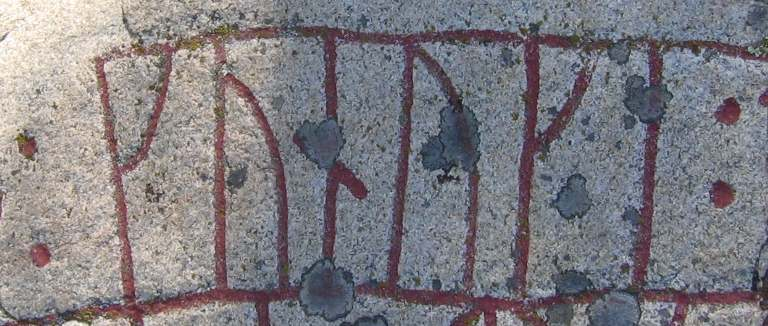
kunuki, i.e. konungi, le datif vieux-norrois du mot konungr (« roi »). L'inscription runique, du XIe siècle (U11), fait référence à Håkan de Suède.

La Suède est un royaume depuis des temps immémoriaux. Au Ier siècle, Tacite écrivit que les Suiones avaient un roi, mais l'ordre de succession des anciens rois de Suède, avant celui d'Éric VI de Suède (mort en 995), est seulement connu par ce qui est inscrit dans les sagas norroises.
À l'origine, le roi suédois avait des pouvoirs limités à ceux de chef de guerre, de juge et de prêtre du temple d'Uppsala. Le pouvoir du roi fut renforcé par l'introduction de la Chrétienté au XIe siècle et, les siècles suivant, un processus de consolidation des pouvoirs du roi eut lieu. Le roi était traditionnellement élu au sein d'une dynastie à la Pierre de Mora. Le peuple pouvait l'élire ou le déposer. Les pierres ont, cependant, été détruites vers 1515.
La Suède n'est une monarchie héréditaire que depuis 1544 lorsque le Riksdag des États, par Västerås arvförening, désignèrent les descendants de Gustave Ier Vasa comme héritiers du trône.
Les pouvoirs du roi étaient à l'origine régulés par certains éléments d'un code écrit, le Konungabalk (Kings' partition), des temps médiévaux à 1734, quand un nouveau Code fut adopté en remplacement. Ce nouveau code fut adopté après une longue période d'enquête menée par des commissions royales depuis Charles IX (fin XVIe début XVIIe siècle).
Les instruments de gouvernement de 1634 et une altération des règles de l'hérédité régulèrent la monarchie jusqu'en 1719 quand une Constitution écrite, les instruments de gouvernement de 1719, entra en vigueur. Cette Constitution fut remplacée un an après par les instruments de gouvernement de 1720 qui limitèrent les pouvoirs du roi encore un peu plus. Cette loi fut ensuite remplacée par les instruments de gouvernement de 1772.
À la suite de sa défaite dans la guerre de Finlande, la Suède dut, le 17 septembre 1809, signer le traité de Fredrikshamn, par lequel elle céda la moitié est de la Suède à la Russie. Le roi Gustave IV Adolphe et ses descendants furent déposés par coup d'État mené par les officiers de l'armée suédoise. L'oncle, sans enfant, de l'ancien roi fut élu roi et devint Charles XIII. Les instruments de gouvernement de 1809 mirent fin à l'absolutisme en divisant le législatif entre le Riksdag des États et le roi, et investi l'exécutif en la personne du roi siégeant en Conseil d’État.
L'actuelle dynastie Bernadotte fut établie en septembre 1810 quand le Riksdag, réuni à Örebro, élit le maréchal de France et prince de Pontecorvo Jean Baptiste Bernadotte héritier légitime. La raison en était que Charles XIII n'avait pas d'héritier et que l'ancien héritier désigné en 1810, Charles-Auguste, était mort d'un accident vasculaire cérébral.
Avec l'arrivée de facto du parlementarisme en 1917, les pouvoirs du roi ont été, dans la pratique, considérablement réduits. En 1975, avec l'adoption des nouveaux instruments de gouvernement, le monarque fut de jure réduit à un simple rôle protocolaire sans pouvoir politique.
Le site de la maison royale de Suède indique que le roi Charles XVI Gustave est le 74e roi de Suède.

## Rôles constitutionnels

### Compétences
En 1975, les instruments de gouvernement (1974 års regeringsform), remplaçant les instruments de gouvernement de 1809, furent ajoutés aux lois fondamentales du royaume. Ils transformèrent le Conseil d’État (Statsrådet) en gouvernement (Regeringen) concentrant le pouvoir exécutif. Le monarque perdit ainsi l'ensemble de ses pouvoirs exécutifs mais maintint un rôle purement cérémoniel avec une autorité exécutive résiduelle sur sa Cour et son ménage. La responsabilité de nommer et démettre le Premier ministre fut transférée au président du Riksdag. Le Premier ministre nomme et démet de leur fonction les ministres à sa seule discrétion. Les lois votées par le Riksdag n'ont pas besoin de la sanction royale pour devenir une loi : deux ministres doivent la signer « Au nom du gouvernement » (På regeringens vägnar). Ainsi, en Suède, contrairement à la plupart des monarchies constitutionnelles, le monarque n'est plus le chef de l'exécutif nominal par lequel la responsabilité du gouvernement est engagée.
Le monarque ouvre officiellement, à la demande du président, la session annuelle du Riksdag et préside un Conseil de gouvernement spécial lors des sessions établissant un nouveau gouvernement après une élection générale ou des changements majeures dans sa composition. Par ailleurs, il préside ce Conseil environ quatre fois par an pour obtenir des informations du gouvernement, parallèlement à celles obtenues directement par le Premier ministre. Le monarque préside aussi le Comité pour les Affaires étrangères (Utrikesnämnden), un organe qui permet d'informer le chef de l'État et les chefs de l'opposition sur les Affaires étrangères.

### Succession
L’acte de succession de 1810 désigne les descendants de Charles XIV Jean (maison Bernadotte) comme héritiers au trône de Suède. L'article 4 de l'acte de succession de 1810 dispose aussi que le monarque et les membres de la dynastie doivent être protestant de « foi évangélique pure » (c'est-à-dire de l'Église de Suède).
Une réforme constitutionnelle de 1980 changea les règles de succession de primogéniture agnatique à une primogéniture équitable. Ainsi, la Couronne peut être transmise à l'aîné des enfants, sans prendre en compte son sexe. Cette révision fit rétroactivement de Victoria de Suède l'héritière du trône, devant son plus jeune frère Carl Philip de Suède.
Dans sa lecture actuelle, seuls les descendants de Charles XVI Gustave peuvent prétendre au trône.

## Titres

### Monarque
Le titre traditionnel entier du souverain suédois était :
Med Guds Nåde Sveriges, Götes och Vendes Konung ou, en latin, Dei Gratia Suecorum, Gothorum et Vandalorum Rex (« Par la grâce de Dieu, roi des Suédois, des Goths et des Wendes »)
Avant 1818, le roi de Suède portait plusieurs titres du fait de l'Empire suédois. En tant que premier roi de la maison Bernadotte, Charles XIV Jean, monta sur le trône en 1818 et supprima ces titres (ne gardant que celui ci-dessus). Ceci était cohérent avec la puissance moindre de la Suède et avec les nouveaux, et plus réalistes, instruments de gouvernement de 1809, dont le paragraphe 46 interdisait explicitement la nomination de gouverneur général dans le royaume. Ces instruments étaient aussi écrits dans un suédois analytique et contemporain, mieux défini par l'Académie suédoise établie 21 ans plus tôt. Le titre aboli en 1818 était :
Grand prince de Finlande, duc de Scanie, Estonie, Livonie, Carélie, Bremen, Verden, Stettin, Poméranie, Cachoubie et Wendie, prince de Rügen, seigneur d'Ingrie et de Wismar, Comte palatin du Rhin, duc de Bavière, Juliers, Clèves et Berg.
Sous le règne de la dynastie Holstein-Gottorp (1751-1818), le titre d'héritier de Norvège (Arvinge till Norge) fut ajouté, et d'autres titres liés aux ducs de Holstein-Gottorp. Quand la Norvège, après les guerres napoléoniennes, entra en union personnelle avec la Suède, le titre de roi de Norvège fut ajouté. Dans l'ancienne orthographe suédoise, le titre était alors Sweriges, Norriges, Göthes och Wendes Konung.
Charles XVI Gustave choisit, à la place, le simple titre de roi de Suède (Sveriges Konung), mettant fin à une longue tradition.

### Héritiers du trône
Le titre donné à l'héritier est celui de « prince héritier de Suède » (Sveriges Kronprins) ou s'il s'agit d'une femme « princesse héritière de Suède » (Sveriges Kronprinsessa). La femme d'un prince héritier porte elle aussi le titre de princesse héritière, l'inverse n'est cependant pas vrai. Le titre officiel traditionnel, utilisé jusqu'en 1980, était celui de Sveriges arvfurste, bien que le mot prins était déjà utilisé en 1809 de manière informelle.

### Titres ducaux
Le roi Gustave III rétablit une tradition datant de Gustave Ier Vasa en donnant aux héritiers mâles du trône un titre ducal de l'une des provinces historiques de la Suède. La différence principale entre les titres ducaux de la période Vasa et ceux de Gustave III est qu'ils s'agit de titres non-héréditaires donnés à la naissance sans qu'il n'y ait de droits féodaux liés. Depuis 1980, ils sont conférés à tous les héritiers hommes et femmes. Leurs conjoints partagent le titre.

## Symboles

### Regalia

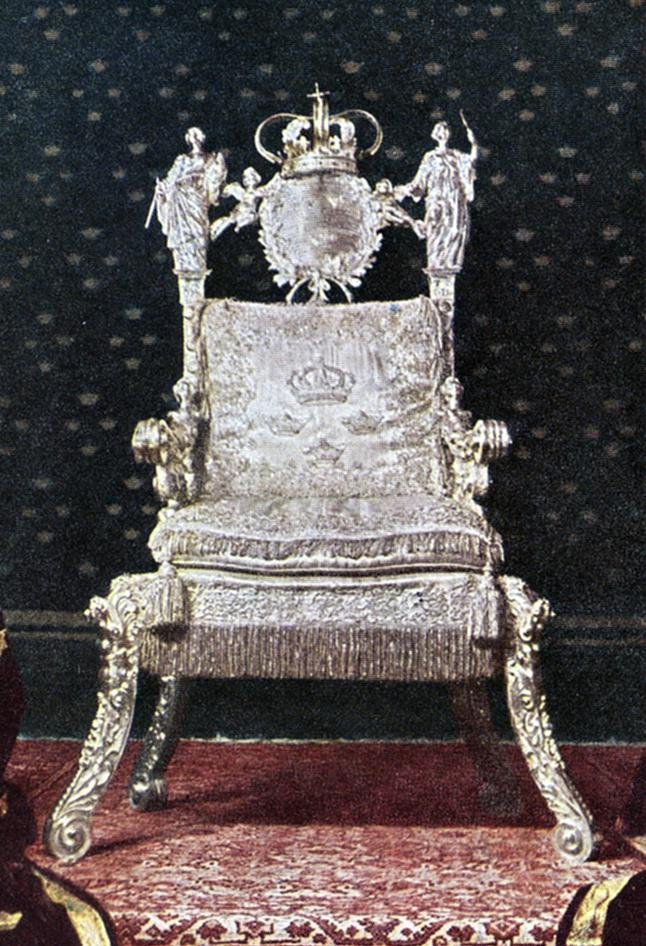
Le trône d'argent de la reine Christine, utilisé depuis 1650.
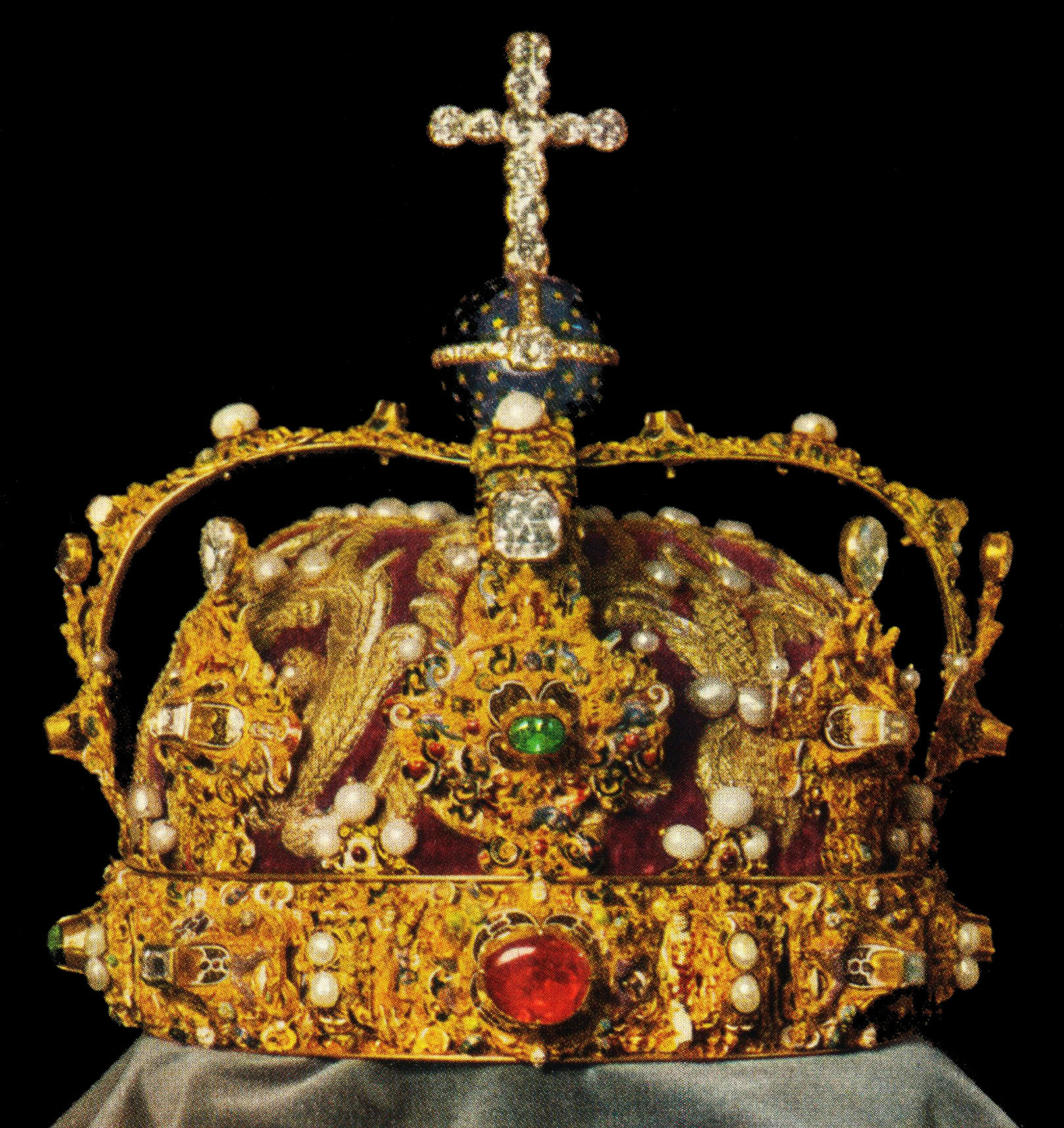
La couronne d'Éric XIV, utilisée depuis 1561.
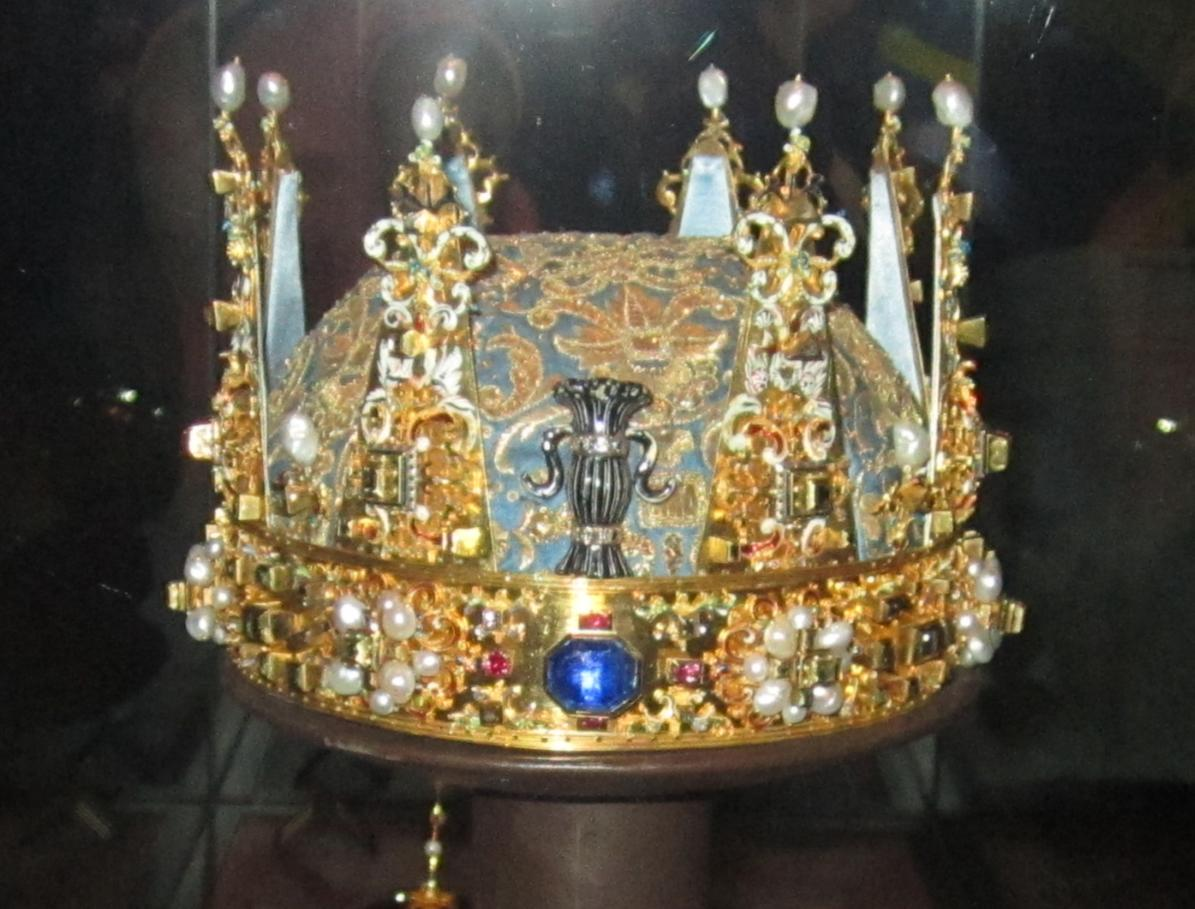
La couronne de Charles Gustave, portée par les princes héritiers depuis 1650.
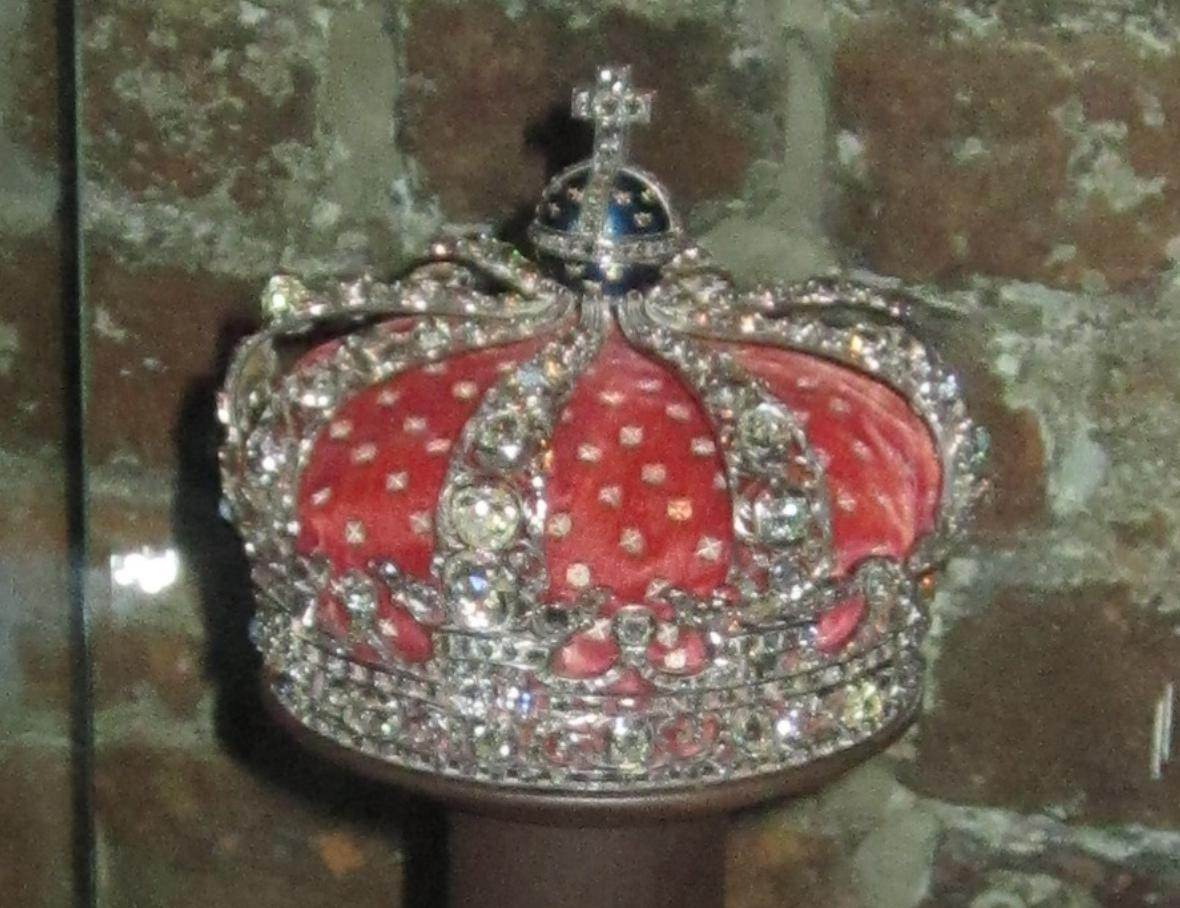
La couronne de Louise-Ulrique, portée par les reines consort depuis 1751.

### Palais royaux

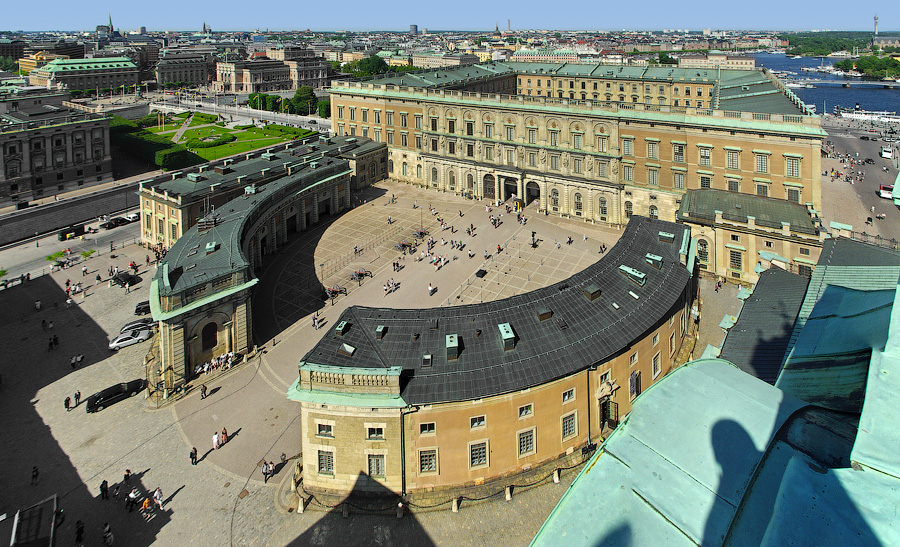
Le palais royal à Stockholm, vu depuis la cathédrale.
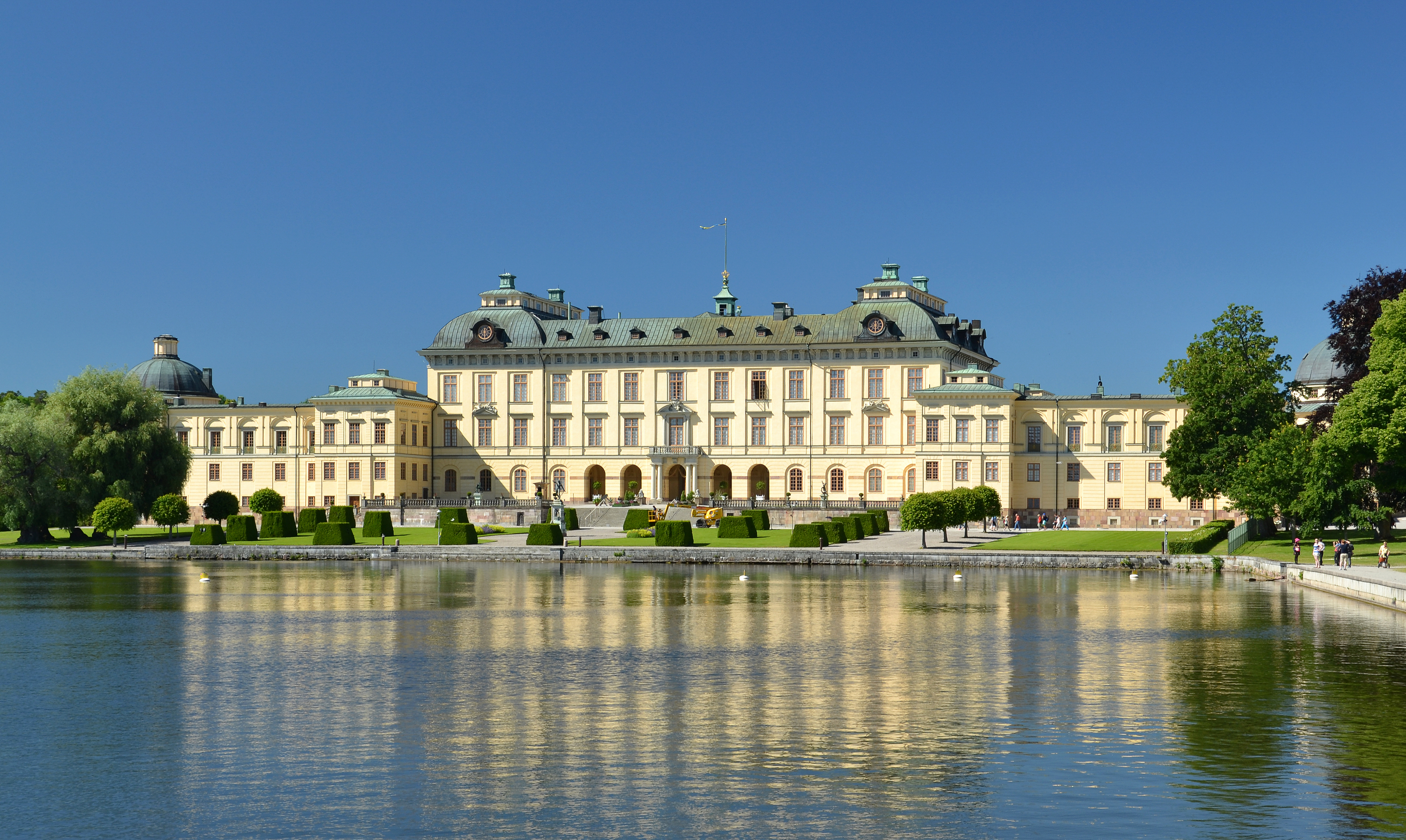
Château de Drottningholm, inscrit au patrimoine mondial de l'UNESCO, résidence du roi et de la reine.

## Pour approfondir